# Morgensternflagge

Morgensternflagge oder Bendera Bintang Kejora

Die Morgensternflagge oder  Bendera Bintang Kejora wurde erstmals am 1. Oktober 1962 gehisst. Sie ist das Symbol der Organisasi Papua Merdeka und deren Unterstützern für ein freies Westpapua. Sie ist von der Niederländische Flagge her abgeleitet. Das öffentliche Zeigen der Flagge ist in Indonesien verboten, stattdessen soll die Flagge Indonesiens gezeigt werden.

## Beschreibung
Die 13 Streifen stehen für die Provinzen Westpapuas. Der weiße Stern auf dem roten Grund steht für die Sonne oder anderen Meinungen nach für den Messias, welchen man in Westpaupua auch Koreri nennt. Zusammen nennt man den weißen Stern mit rotem Hintergrund Morgenstern, der für die Hoffnung auf ein besseres Leben steht.

## Geschichte
Der genaue Urheber der Flagge ist nicht bekannt. Zu ersten Mal erwähnt wurde sie in Biak. Als Westpapua von 1. Oktober 1962 bis zum 1. Mai 1963 unter der Kontrolle der UNTEA stand wurde sie als offizielle Flagge der Provinz verwendet. Unter der Präsidentschaft von Abdurrahman Wahid dürfte sie offiziell gehisst werden. Als die Provinz im Jahre 2001 weitere Sonderrechte bekam, wurde festgelegt, dass sie nur unter der Flagge Indonesiens gehisst werden darf. Als Präsident Susilo Bambang Yudhoyono im Jahre 2004 an die Macht kam, wurde das öffentliche Zeigen der Flagge unter Strafe gestellt, weil der Morgenstern als Zeichen der Unabhängigkeitsbefürworter gilt. Zudem verwendet die Organisasi Papua Merdeka, die für eine Unabhängigkeit der Provinz von Indonesien kämpft, sie als Zeichen. Immer am 1. Dezember, dem Nationalfeiertag Westpapuas, wird die Morgensternflagge von Befürwortern der Unabhängigkeit im Exil gehisst um auf den Konflikt in ihrer Heimat auf merksam zu machen.